# Neukirchener See
Der Neukirchener See ist ein See in der Gemeinde Malente im Kreis Ostholstein in Schleswig-Holstein und liegt direkt östlich des Dorfes Neukirchen.
Er liegt in der Holsteinischen Schweiz umgeben von einer hügeligen Moränenlandschaft.
Der See hat eine ovale Form mit einer Länge von ca. 500 m und einer Breite von ca. 300 m. Seine Größe beträgt ca. zehn Hektar, seine maximale Tiefe fünf Meter. Er entwässert über zwei Abflüsse in den südlich gelegenen Kellersee.